# Beryl Markham
Beryl Markham (Ashwell, Rutland, 26 de outubro de 1902 — Nairobi, 3 de agosto de 1986) foi uma escritora, treinadora de cavalos e pioneira da aviação inglesa.
Em 4 de setembro de 1936, decolou de Abingdon, na Inglaterra, pilotando um avião modelo Percival Vega Gull, batizado O Mensageiro. Após 20 horas de voo, a sua aeronave sofreu uma avaria devido a congelamento do combustível e dos orifícios de ventilação, e caiu próximo a Cabo Breton, na Nova Escócia, no Canadá. 
Apesar da queda, Markham tornou-se a primeira mulher a cruzar o oceano Atlântico de leste para oeste em voo solo, e a primeira pessoa a fazê-lo da Inglaterra para a América do Norte sem escalas. Ela é celebrada como uma pioneira da aviação. 